# Shiota Hitoshi
Hitoshi Shiota (塩田 仁史 Shiota Hitoshi, sinh ngày 28 tháng 5 năm 1981 ở Ibaraki) là một cầu thủ bóng đá người Nhật Bản hiện tại thi đấu cho Omiya Ardija.

## Thống kê sự nghiệp câu lạc bộ
Cập nhật đến ngày 23 tháng 2 năm 2018.
| Thành tích câu lạc bộ | Thành tích câu lạc bộ | Thành tích câu lạc bộ | Giải vô địch | Giải vô địch | Cúp                   | Cúp                   | Cúp Liên đoàn | Cúp Liên đoàn | Châu lục | Châu lục  | Khác1   | Khác1     | Tổng cộng | Tổng cộng |
| Mùa giải              | Câu lạc bộ            | Giải vô địch          | Số trận      | Bàn thắng    | Số trận               | Bàn thắng             | Số trận       | Bàn thắng     | Số trận  | Bàn thắng | Số trận | Bàn thắng | Số trận   | Bàn thắng |
| Nhật Bản              | Nhật Bản              | Nhật Bản              | Giải vô địch | Giải vô địch | Cúp Hoàng đế Nhật Bản | Cúp Hoàng đế Nhật Bản | Cúp Liên đoàn | Cúp Liên đoàn | AFC      | AFC       | Khác    | Khác      | Tổng cộng | Tổng cộng |
| --------------------- | --------------------- | --------------------- | ------------ | ------------ | --------------------- | --------------------- | ------------- | ------------- | -------- | --------- | ------- | --------- | --------- | --------- |
| 2004                  | FC Tokyo              | J1 League             | 0            | 0            | 0                     | 0                     | 8             | 0             | -        | -         | -       | -         | 8         | 0         |
| 2005                  | FC Tokyo              | J1 League             | 0            | 0            | 0                     | 0                     | 6             | 0             | -        | -         | -       | -         | 6         | 0         |
| 2006                  | FC Tokyo              | J1 League             | 2            | 0            | 2                     | 0                     | 4             | 0             | -        | -         | -       | -         | 8         | 0         |
| 2007                  | FC Tokyo              | J1 League             | 20           | 0            | 3                     | 0                     | 4             | 0             | -        | -         | -       | -         | 27        | 0         |
| 2008                  | FC Tokyo              | J1 League             | 34           | 0            | 4                     | 0                     | 7             | 0             | -        | -         | -       | -         | 45        | 0         |
| 2009                  | FC Tokyo              | J1 League             | 0            | 0            | 2                     | 0                     | 1             | 0             | -        | -         | -       | -         | 3         | 0         |
| 2010                  | FC Tokyo              | J1 League             | 4            | 0            | 0                     | 0                     | 1             | 0             | -        | -         | -       | -         | 5         | 0         |
| 2011                  | FC Tokyo              | J2 League             | 18           | 0            | 1                     | 0                     | -             | -             | -        | -         | -       | -         | 19        | 0         |
| 2012                  | FC Tokyo              | J1 League             | 4            | 0            | 1                     | 0                     | 4             | 0             | 2        | 0         | 1       | 0         | 12        | 0         |
| 2013                  | FC Tokyo              | J1 League             | 1            | 0            | 4                     | 0                     | 5             | 0             | -        | -         | -       | -         | 10        | 0         |
| 2014                  | FC Tokyo              | J1 League             | 2            | 0            | 0                     | 0                     | 6             | 0             | -        | -         | -       | -         | 8         | 0         |
| 2015                  | Omiya Ardija          | J2 League             | 5            | 0            | 1                     | 0                     | -             | -             | -        | -         | -       | -         | 6         | 0         |
| 2016                  | Omiya Ardija          | J1 League             | 15           | 0            | 3                     | 0                     | 5             | 0             | -        | -         | -       | -         | 23        | 0         |
| 2017                  | Omiya Ardija          | J1 League             | 9            | 0            | 2                     | 0                     | 1             | 0             | -        | -         | -       | -         | 12        | 0         |
| Tổng cộng sự nghiệp   | Tổng cộng sự nghiệp   | Tổng cộng sự nghiệp   | 114          | 0            | 23                    | 0                     | 52            | 0             | 2        | 0         | 1       | 0         | 192       | 0         |

1Bao gồm Siêu cúp Nhật Bản.